# Йордан, Эдвард
Э́двард Йо́рдан (Йордон) (англ. Edward Nash Yourdon, 30 апреля 1944 — 20 января 2016) — американский учёный в области теории вычислительных систем, один из ведущих независимых консультантов, издатель журнала «American Programmer» (сейчас называется «Cutter IT Journal»). Является автором нескольких бестселлеров по практике программирования, включая «Путь камикадзе», «Закат и падение американского программиста» и «Подъём и возрождение американского программиста», а также книги «Структурные модели в объектно-ориентированном анализе и проектировании». Он широко известен как разработчик метода структурного системного анализа под названием метода Йордана, а также как соавтор методологии объектно-ориентированного анализа Коуда-Йордана. Создал и возглавил консалтинговую компанию YOURDON, которая обучила уже более 250 000 человек по всему миру. В июне 1977 года Йордан был официально объявлен членом Компьютерного зала славы, объединяющем таких выдающихся людей, как Чарльз Бэббидж, Сеймур Крей, Грейс Хоппер, Джеральд Вайнберг и Билл Гейтс.

## Биография
Получил образование в Массачусетском технологическом институте и политехническом институте Нью-Йорка.
Более 35 лет работал в компьютерной индустрии, начиная с DEC в 1964 году, где он написал библиотеку математики в Фортране для PDP-5 и ассемблер для мини-компьютера PDP-8. Несколько лет работал как независимый консультант, а затем основал в 1974 году свою консультационную фирму YOURDON Inc., осуществляющую сервис по обучению, консультированию и подготовке публикаций.

## Публикации
Йордан является автором более 550 статей и 26 книг по информатике. Вот некоторые из них.
- 1967 год. Real-Time Systems Design. Information & Systems Press.
- 1989 год. Modern Structured Analysis. Prentice Hall.
- 1994 год. Decline and Fall of the American Programmer. Prentice Hall.
- 1994 год. Object-Oriented Systems Development: An Integrated Approach. Prentice Hall.
- 1996 год. Case Studies in Object-Oriented Analysis and Design. With Carl Argila. Prentice-Hall.
- 1997 год. Death March. The Complete Software Developer’s Guide to Surviving Mission Impossible Projects.,Prentice Hall, ISBN 0-13-748310-4
  - Рус. перевод: Смертельный марш. Полное руководство для разработчика программного обеспечения по выживанию в безнадежных проектах.
- 2001 год. Managing High-Intensity Internet Projects. Prentice Hall
- 2004 год. Outsourcing: Competing in the Global Productivity Race. Prentice Hall